# Kaivopuisto
Kaivopuisto (schwed. Brunnsparken) ist ein Park in der finnischen Hauptstadt Helsinki. Auch der umgebende Stadtteil mit knapp 500 Einwohnern heißt Kaivopuisto.
Der Park Kaivopuisto befindet sich direkt am Meer im Südosten der Halbinsel, auf der die Innenstadt von Helsinki liegt. Von den Felsen des Parks eröffnet sich ein Blick über die Schären vor der Küste Helsinkis und die Festungsinsel Suomenlinna. Auf der höchsten Stelle des Kaivopuisto befindet sich das 1926 erbaute Observatorium der finnischen Astronomischen Gesellschaft Ursa. Vor allem im Sommer ist die Grünanlage ein beliebter Ort, an dem die Helsinkier ihre Freizeit verbringen. Zu Vappu, am 1. Mai, kommen viele Helsinkier in den Park, um zu picknicken, im Jahr 2007 nach Schätzungen der Polizei ca. maximal 50.000 gleichzeitig. Alljährlich am 12. Juni, dem Helsinki-Tag, wird im Kaivopuisto ein kostenloses Freiluftkonzert veranstaltet.
Die Geschichte des Kaivopuisto begann in den 1830er Jahren, als an der bis dahin unbebauten Spitze der Halbinsel ein Kurbad mit angrenzendem Park erbaut wurde. Daran erinnert auch der Name Kaivopuisto („Brunnenpark“). Weil der russische Adel zu jener Zeit nicht ins Ausland reisen durfte, wurde das Kurbad in Helsinki, das damals zu Russland gehörte, zu einem beliebten Reiseziel der Oberschicht von Sankt Petersburg. Als nach dem Krimkrieg das Reiseverbot aufgehoben wurde, verlor das Bad an Bedeutung. 1886 kam das Gelände in den Besitz der Stadt Helsinki und wurde in einen öffentlichen Park umgewandelt. Das Gebäude des alten Kurbades wurde 1944 durch die sowjetischen Bombardements während des Fortsetzungskriegs zerstört. Nur das Restaurantgebäude des Bades blieb erhalten und ist bis heute als Restaurant Kaivohuone im Betrieb.
Das Villenviertel Kaivopuisto grenzt an den Park und hat rund 500 Einwohner. In der exklusiven Wohnlage haben sich viele Botschaften niedergelassen.

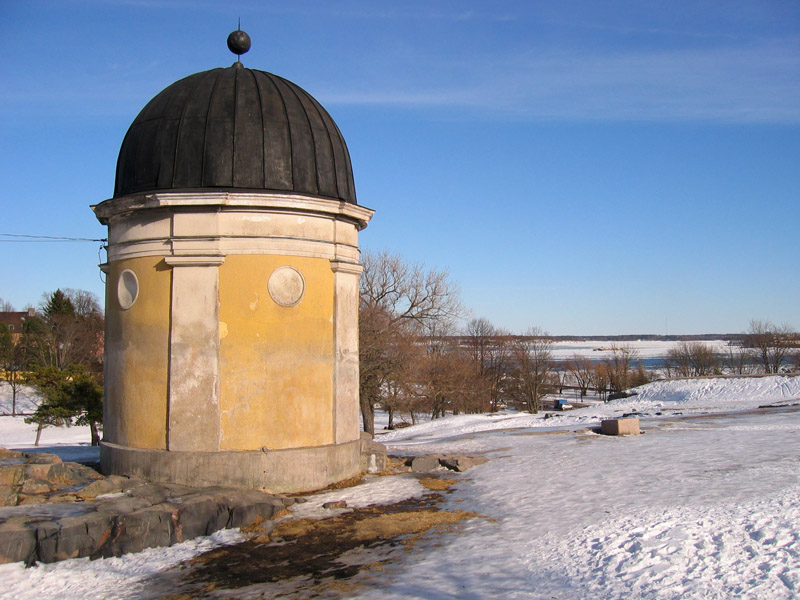
Das Observatorium der Ursa
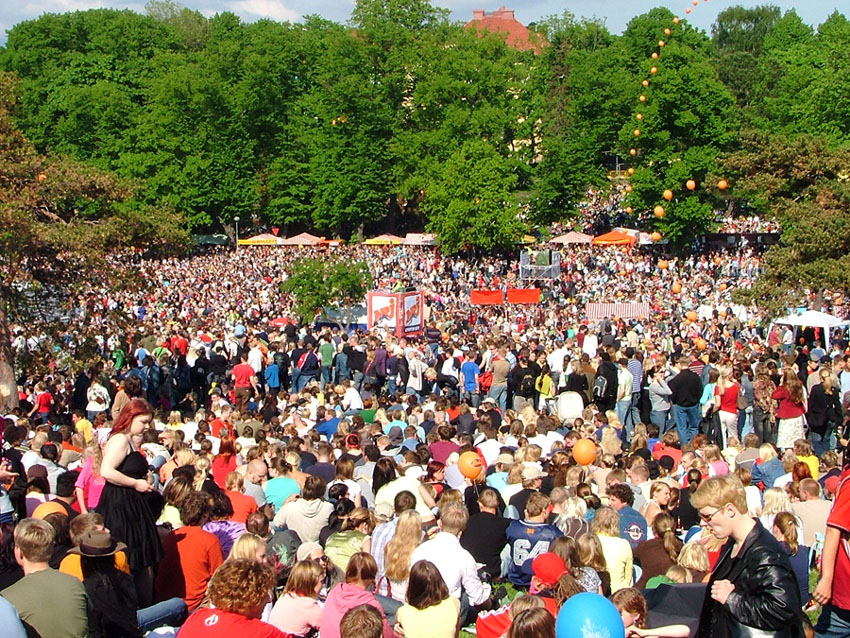
Freiluftkonzert im Sommer 2005